# Goat (2016)
Goat é um filme estadunidense de drama dirigido por Andrew Neel e com roteiro de David Gordon Green, Neel e Mike Roberts. É estrelado por Nick Jonas, Ben Schnetzer, Gus Halper, Daniel Flaherty, Jake Picking, Virginia Gardner, Austin Lyon e James Franco. O filme teve sua estreia mundial no Festival Sundance de Cinema em 22 de janeiro de 2016 e foi lançado em 23 de setembro de 2016, pelas produtoras The Film Arcade e Paramount Pictures.

## Elenco
- Nick Jonas como Brett Land.
- Ben Schnetzer como Brad Land.
- Gus Halper como Chance.
- Daniel Flaherty como Will.
- Virginia Gardner como Leah.
- James Franco como Mitch.
- Austin Lyon como Dave.
- Jake Picking como Dixon Rowley.
- Brook Yurich como Wes.
- Eric Staves como Ben Baity.

## Produção
Em outubro de 2014, foi anunciado que James Franco produziria o filme junto à produtora Rabbit Bandini Productions, enquanto Andrew Neel seria o diretor, com David Gordon Green e Mike Roberts como roteiristas, com Christine Vachon e David Hinojosa como produtores pertencentes à Killer Films e John Wells como produtor executivo. Em janeiro de 2015, foi informado que Nick Jonas e Ben Schnetzer seriam os protagonistas. Em maio de 2015, foi anunciado que Virginia Gardner se juntou ao elenco principal do filme.

### Filmagens
As filmagens começaram em 4 de maio de 2015, em Finneytown, Ohio, um pequeno subúrbio fora de Cincinnati, Ohio.

## Lançamento
O filme teve sua estreia mundial no Festival Sundance de Cinema em 22 de janeiro de 2016. Pouco depois, a Paramount Pictures e a MTV Films adquiriram os direitos de distribuição mundial do filme, a Paramount se associaria com outra produtora para sua distribuição nos Estados Unidos, enquanto a MTV Films o promoveria na televisão. Mais tarde, foi informado que a The Film Arcade acompanharia a Paramount para a distribuição mundial do filme. Goat foi exibido na seção Panorama do 66.º Festival Internacional de Cinema de Berlim. Em 27 de maio de 2016, foi  exibido no Festival Internacional de Cinema de Seattle. O filme foi lançado em 23 de setembro de 2016 nas salas de cinema dos Estados Unidos.

### Recepção
No site agregador de críticas Rotten Tomatoes, 79% das 77 resenhas dos críticos são positivas, com uma classificação média de 6,7/10. O consenso do site diz: "Goat não é um filme fácil de assistir, mas seus temas instigantes, elenco talentoso e intensidade total oferecem recompensas para os espectadores dispostos a se esforçar." O Metacritic, que usa uma média ponderada, atribuiu ao filme uma pontuação de 64 em 100, baseado em 25 críticos, indicando críticas "geralmente favoráveis".